# The Wynners

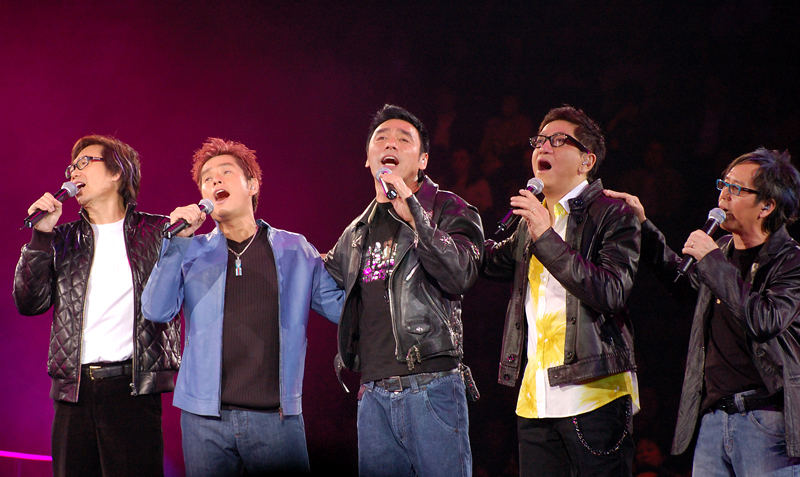
Les Wynners en 2007.

The Wynners est un groupe pop hongkongais formé dans les années 1970 et composé d'Alan Tam (chant), Kenny Bee (chant, guitare rythmique, claviers), Bennett Pang (en) (guitare principale), Danny Yip (basse), et Anthony Chan (en) (batterie).
Le groupe chante exclusivement en anglais à ses débuts, principalement des reprises de chansons populaires d'autres parties du monde, notamment Hey Jude des Beatles. En 1975, le groupe collabore avec l'auteur-compositeur-parolier James Wong et sort un certain nombre de chansons cantonaises originales pour la bande originale du film Let's Rock, que Wong réalise également. Avec des paroles utilisant un style familier et léger comme celles de Sam Hui, ces chansons définissent le style des débuts de la cantopop.
Jamais officiellement dissous, les Wynners se réunissent sur scène tous les cinq ans à guichets fermés.

## Histoire
Débutant comme un groupe de pop anglophone hongkongaise (en), les Wynners sont formés par le producteur Pato Leung en 1973 à partir de membres d'un ancien groupe appelé les Loosers. Bee, qui était dans les Sergeant Majors avant de rejoindre les Wynners, est le seul à ne pas faire partie du groupe original.
Le groupe devient rapidement très populaire chez les adolescents de Hong Kong. Son premier album studio, Listen to the Wynners, sorti en 1974, est un succès commercial. Il comprend une reprise du tube Sha-La-La-La-La (en) des Walkers (en). Les albums suivants ont autant de succès, comme Some Kind of Magic en 1976 qui comprend une reprise de Save Your Kisses for Me du groupe britannique Brotherhood of Man, vainqueur de l'Eurovision 1976.
Leur succès dans la musique est exploité dans d'autres formes de médias populaires, comme avec une émission de télévision sur TVB, the Wynners Specials (1975), et trois films, Let's Rock (1975), Gonna Get You (1976) et Making It (1978).
En 1978, les membres du groupe se séparent pour développer leurs carrières solos. Alan Tam et Kenny Bee deviennent progressivement deux des vedettes les plus populaires de Hong Kong dans les années 1980.

### Aujourd'hui
Le 1er avril 2011, ils se réunissent lors de l'Artistes 311 Love Beyond Borders (en) organisé par Jackie Chan à Hong Kong pour aider les victimes du tsunami au Japon. Plus récemment, ils organisent un concert au bénéfice de Family Bridges à l'Oracle Arena le 8 novembre 2014.